# Fräulein Raffke
Fräulein Raffke ist der Titel eines stummen Zeitdramas, das Richard Eichberg 1923 für seine eigene Firma Eichberg-Film GmbH (Berlin) nach einem Drehbuch inszenierte, das Helmuth Ortmann und Hans Behrendt nach einer Idee von Hans Sturm geschrieben hatten. In den Hauptrollen waren darin Werner Krauß und Lee Parry zu sehen; auch Hans Albers hatte darin eine Rolle als fragwürdiger Baron.
Wie der Untertitel Zeitbild in sechs Akten verrät, handelt es sich bei dem Film um die Behandlung eines aktuellen Stoffes. „Raffke“ war ein Typ dieser Zeit: der Kriegsgewinnler, der Schieber, der Wirtschaftskriminelle, der mit nicht ganz sauberen Methoden in kurzer Zeit zu Reichtum gelangt ist und diesen auch gerne herzeigt. Erzählt wird die Geschichte der Raffke-Tochter Lilli, die statt des vom Vater aus Eitelkeit ausgewählten Barons einen einfachen Angestellten heiratet, verstoßen wird und dabei fast zugrunde geht.

## Handlung
Anders als der Titel vermuten lässt, steht im Zentrum des Films der Unternehmer Raffke selbst und nicht seine von ihm heißgeliebte Tochter Lilli, das Fräulein Raffke. Der in Geschäftsdingen harte und unnachgiebige, ansonsten überaus leutselige Raffke und seine Frau, die zusammen aus kleinen Verhältnissen aufgestiegen sind, schwelgen im Luxus, übernehmen das Schloss eines verschuldeten Barons samt Inventar, Ahnengalerie und Ritterrüstungen, renommieren mit Dienern, Kutsche und extravaganter Kleidung. Raffke strebt nach Höherem und geht deshalb auf den Wunsch des dubiosen und intriganten Egon von Geldern ein, der Lilli heiraten möchte, um an das Geld ihres Vaters zu kommen. Doch das Verlobungsfest platzt, weil sich Lilli klammheimlich mit Paul, einem Angestellten ihres Vaters, vermählt hat. Im Zorn verstößt Raffke das junge Paar.
Drei Jahre später sind Lilli und Paul mit ihrem kleinen Kind durch Raffkes Rachsucht und Pauls schwere Erkrankung völlig verarmt und leiden Hunger. Gegen den Willen ihres Mannes bittet Lilli ihren Vater um Hilfe, doch der will ihr nichts geben, solange sie bei Paul bleibt. Lilli lässt das Kind bei ihren Eltern und geht ins Wasser, wird aber von Baron von Geldern gerettet.
Die Handlung kulminiert auf einem pompösen Kostümfest im Schloss, wo Lilli, die sich vorübergehend von ihrem Mann getrennt hat, mit ihrem Kind wohnt. Im Mittelpunkt des Saales steht die riesige Skulptur eines behörnten Bullen (Sinnbild des Optimismus an der Börse – oder ist es doch das goldene Kalb?), um den herum Polonäsen getanzt werden und auf dessen Rücken Raffke reitet und eine enorme Zigarre raucht. Es wird geprotzt: „Karussells, Rutschbahn und bewegliche Tischplatte – ganz nach amerikanischem Muster.“ Während dieser „Raffkeorgie“ läuft Lillis Kind unbemerkt fort.
In einem Nebenraum wird Lilli von Egon von Geldern bedrängt und reißt aus. Der Baron, dessen betrügerische Absichten dem Betrachter die ganze Zeit bewusst waren, wird von seiner heimlichen Geliebten, der Tänzerin Tatjana (Vivian Gibson), im Affekt erschossen. An seinem Leichnam klagt sie Raffke an: „Ihr Geld hat ihn mir genommen.“ Zum Schluss sind Lilli, Paul und ihr Kind wieder vereint, und der geläuterte Raffke besucht mit seiner Frau (er nennt sie Mutter) das ärmliche Viertel, in dem Lilli wohnt: „Mutter – in dieser Gegend haben wir auch mal klein und bescheiden angefangen – und waren sehr glücklich …“
(Ph. Stiasny in: Filmblatt, 55/56)

## Hintergrund
Die Dreharbeiten fanden im Juli 1923 statt. Für die Photographie zeichneten Heinrich Gärtner und Erich Grimmler verantwortlich. Die Kostüme entwarf Ludwig Kainer. Szenarist war Jacek Rotmil.
Der Film lag am 18. September 1923 der Reichsfilmzensur vor und wurde unter der Nummer B.7678 mit Jugendverbot belegt. Die Uraufführung fand am 14. Oktober 1923 in Berlin im Kino Marmorhaus statt. Unter dem Titel A Filha do Novo Rico wurde der Film ab 24. Juli 1924 auch in Portugal gezeigt. 1924 lief er auch in der Sowjetunion.
Die im Filmarchiv des Bundesarchivs Berlin erhaltene 35-mm-Kopie der Schweizer Emelka hat deutsche und französische Zwischentitel und eine Länge von 2137 Metern (bei 22 BpS ca. 105 Min.).

## Rezeption
„Ein grotesk überzeichnetes Sittenbild der Inflationszeit mit skrupellosen Gewinnern, wendigen Schmeichlern und tragischen Verlierern. Emil Raffke ist hier der Prototyp einer Gesellschaft, die aus dem Lot geraten ist: ein Emporkömmling, der sichtliches Vergnügen am Kommandieren, am Fressen und Flirten hat. Er feiert rauschende Feste mit fantastisch kostümierten Gästen, er prasst und prahlt. Seine über alles geliebte Tochter will er mit einem Baron verkuppeln, doch gegen seinen Willen heiratet das Fräulein Raffke einen mittellosen Angestellten. Es kommt zum Bruch, zu Intrigen und Versuchungen, wobei der junge Hans Albers als Gigolo eine besonders schmierige Rolle einnimmt.“
Was komisch beginnt, entwickelt sich im Verlauf der Ereignisse zu einer Tragödie, wäre da nicht Werner Krauß in der Rolle des Patriarchen: Er spielt den Raffke als ein vollkommenes Ekelpaket – triebhaft, fröhlich und irgendwie sympathisch. Raffke ist „der über Nacht reichgewordene Mann aus dem Volk mit gesunden Säften, ein Kerl, der lebt und leben läßt und von seinem Reichtum auf eine entzückend barbarische Weise Gebrauch macht.“ (Siegfried Kracauer in: Frankfurter Zeitung, Stadt-Blatt vom 14. Oktober 1923)
Der Film entwirft eine Parabel des explodierenden sozialen Spektrums der Weimarer Nachkriegsjahre. Emil Raffke, in dessen Rolle Werner Krauß ein denkwürdiges Kabinettstückchen seiner Schauspielkunst abliefert, und seiner Frau – Lydia Potechina, sichtlich in ihrem Element – schwebt als zukünftiger Gatte ihrer Tochter (Lee Parry) ein den finanziellen Wohlstand aufs Schönste veredelnder Baron vor, der auch noch „von Geldern“ heißt und vom jungen Hans Albers mit einer bemerkenswerten Portion Gemeinheit ausgestattet wird. Das Fräulein entscheidet sich jedoch für einen mittellosen Angestellten (Harry Hardt), mit dem sie, von ihren Eltern zeitweilig verstoßen, ein Kind kriegt, das schließlich die Versöhnung bringt. (Wedel, Das Kino des Richard Eichberg. S. 29)
Siegfried Kracauer, der dem Film zugutehielt, dass er „auch dort zu lachen gibt, wo man vielleicht nicht nur lachen sollte“, sah in ihm den neuen Sozialtypus des „Raffke“ erstmals zu seinem Recht gekommen: „der über Nacht reichgewordene Mann aus dem Volk mit gesunden Säften, ein Kerl, der lebt und leben läßt und von seinem Reichtum auf eine entzückend barbarische Weise Gebrauch macht. Werner Krauß verleiht ihm die Züge eines Menschen. […] Dieser große Schauspieler verwirklicht sogar das Unglaubhafte: er entwächst für wenige Augenblicke der Sphäre des Nur-Komischen und breitet über Raffke […] einen Schimmer von Tragik aus“ (Frankfurter Zeitung, 14. Oktober 1923). In Sowjet-Russland kam der Film auch im Rahmen anti-kapitalistischer Propaganda zum Einsatz.
„1923 – Inflation. Schnell ist der Regisseur Richard Eichberg mit einem Zeitbild zur Stelle. Wenn ihm auch große soziale oder geschichtliche Probleme nicht liegen, er dreht Fräulein Raffke, in dessen Mittelpunkt die populärste Figur des Nachkriegsdeutschland gestellt wird (Werner Krauß als Raffke).“ (Oskar Kalbus Band 1, S. 58)
Fräulein Raffke gilt, was die Moral betrifft, als ein „Filmvolksstück“ oder „Rührstück“. „Sentimental mit kleinen komischen Episoden“, bemerkte Der Kinematograph Nr. 869 vom 14. Oktober 1923, S. 5–6. Den melodramatischen Part übernehme dabei fast vollständig Lee Parry, die Raffkes Tochter spielt; Krauß dagegen beschränke sich vor allem auf den komischen Part.
Glaubt man den Anzeigen in der Fachpresse, so war Fräulein Raffke in den Monaten der Hyperinflation ein voller Erfolg. Das Marmorhaus in Berlin berichtete, der Film sei das beste Geschäft seit Eröffnung des Kinos und die Vorführungen bei Eintrittspreisen von 80 bis 500 Millionen Mark dreimal täglich ausverkauft.

## Wiederaufführung
Das kommunale Filmhauskino in Nürnberg zeigte Fräulein Raffke am 24. April 2016; am Flügel begleitete den Film Dieter Meyer.